# Campeonato Sudamericano y Centroamericano de Balonmano Masculino de 2020
El Campeonato Sudamericano y Centroamericano de Balonmano Masculino de 2020 fue la primera edición del Campeonato Sudamericano y Centroamericano de Balonmano. Sirvió de clasificación para el Campeonato Mundial de Balonmano Masculino de 2021, yendo los tres primeros clasificados del torneo directamente, y jugándose el cuarto y el quinto una plaza posteriormente.
El método elegido para el torneo fue de tipo round robin, jugando las seis selecciones clasificadas todas entre sí.

## Clasificación
| Equipo    | J | G | E | P | GF  | GC  | DG   | PTS |
| --------- | - | - | - | - | --- | --- | ---- | --- |
| Argentina | 5 | 5 | 0 | 0 | 220 | 91  | +129 | 10  |
| Brasil    | 5 | 4 | 0 | 1 | 210 | 87  | +123 | 8   |
| Uruguay   | 5 | 3 | 0 | 2 | 148 | 110 | +38  | 6   |
| Chile     | 5 | 2 | 0 | 3 | 151 | 119 | +32  | 4   |
| Paraguay  | 5 | 1 | 0 | 4 | 133 | 169 | -36  | 2   |
| Bolivia   | 5 | 0 | 0 | 5 | 32  | 318 | -286 | 0   |

## Resultados

### 21 de enero
- Chile 25-28  Uruguay
- Argentina 82-7  Bolivia
- Brasil 46-19  Paraguay

### 22 de enero
- Argentina 33-17  Uruguay
- Paraguay 22-31  Chile
- Brasil 77-9  Bolivia

### 23 de enero
- Bolivia 1-55  Uruguay
- Argentina 50-21  Paraguay
- Brasil 32-20  Chile

### 24 de enero
- Chile 22-30  Argentina
- Paraguay 51-8  Bolivia
- Uruguay 14-31  Brasil

### 25 de enero
- Chile 53-7  Bolivia
- Paraguay 20-34  Uruguay
- Argentina 25-24  Brasil

| Campeonato Sudamericano y Centroamericano 2020 |
| ---------------------------------------------- |
|                                                |
| Argentina 1.er Título                          |

## Medallero
| Argentina | Brasil | Uruguay |
| Matías Schulz Leonel Maciel Federico Fernández Ignacio Pizarro Nicolás Bonanno Pablo Simonet Guillermo Fischer Santiago Cánepa Diego Simonet Sebastián Simonet Manuel Crivelli Lucas Aizen Fede Pizarro Pablo Vainstein Ramiro Martínez Gonzalo Carou Gastón Mouriño Lucas Moscariello | Leonardo Terçariol Henrique Teixeira Guilherme Gama Cléber Andrade Rogério Moraes Ferreira Thiagus Petrus Rangel Luan Alexandro Pozzer Felipe Borges Fábio Chiuffa Oswaldo Guimarães Matheus Silva Haniel Langaro Raul Nantes Rudolph Hackbarth Gustavo Rodrigues | Luis Felipe Navarrete Gabriel Chaparro Facundo Listón Santiago Ancheta Nicolás Fabra Gabriel Spangenberg Máximo Cancio Andrés Miranda Bruno Méndez Felipe González Rodrigo Botejara Federico Rubbo Sebastián Vecino Alejandro Velazco Gerónimo Goyoaga Guillermo Millán |
| Manolo Cadenas (seleccionador) | Daniel Gordo (seleccionador) | Jorge Botejara (seleccionador) |

## Equipo ideal
| Posición          | Nombre             |
| ----------------- | ------------------ |
| Portero           | Leonardo Terçariol |
| Extremo derecho   | Fábio Chiuffa      |
| Extremo izquierdo | Ignacio Pizarro    |
| Pivote            | Esteban Salinas    |
| Central           | Diego Simonet      |
| Lateral derecho   | Rodrigo Salinas    |
| Lateral izquierdo | Haniel Langaro     |